# Argiope australis
Argiope australis es una especie de araña tejedora de orbe del género Argiope, de la familia Araneidae, orden Araneae. Fue descrita por Walckenaer en 1805.
Se distribuye por África: islas de Cabo Verde, Senegal, África Central, Oriental y Meridional. Fue publicada en Tableau des aranéides ou caractères essentiels des tribus, genres, familles et races que renferme le genre Aranea de Linné, avec la désignation des espèces comprises dans chacune de ces divisions. Paris 88 Pp.